# Ріккардо Гарроне
Ріккардо Гарроне італ. Riccardo Garrone (23 січня 1936 в Генуї, помер 21 січня 2013 там само) — італійський підприємець. Був власником клубу, який грає в Серії A — «Сампдорія» Генуя.
Гарроне знаходився на чолі клубу майже одинадцять сезонів, вступивши на посаду взимку 2002 року, коли «Сампдорія» була на межі зникнення. Гарроне вдалося повернути команду в єврокубки.